# Ksenobiotik
Ksenobiotiki (grško starogrško ξένος: ksénos – tuj, tujec + starogrško βίος: bíos – življenje + pripona starogrško -τικός, starogrško -ή, starogrško -ό – tik) so kemične snovi v organizmu, ki jih le-ta normalno ne proizvaja (sintetizira) oz. ni pričakovano, da bi se nahajale v organizmu. Zajema tudi snovi, ki so prisotne v mnogo večjih koncentracijah kot običajno.
Primeri ksenobiotikov so zdravila in droge, ki jih telo niti ne proizvaja niti so sestavni del normalne hrane. Zelo pogosto se izraz naraša v zvezi s polutanti, kot so dioksini in poliklorirani bifenili (PCB), ter njihovimi učinki na okolje, saj lahko izraz izvorno pojmujemo kot tujo snov, ki je popolnoma tuja celotnemu biološkemu sistemu, tj. ki v naravi nikoli ni bila prisotna pred umetno sintezo s strani človeka.
Tudi naravne snovi lahko sicer postanejo ksenobiotiki, če jih zaužije drugi organizem. Primera tega sta zaužitje naravnih človeških hormonov pri ribah v bližinih čistilnih naprav ter zaužitje obrambnih snovi, ki jih organizmi proizvajajo za obrambo pred plenilci (predatorji). Najpogostejši naravni viri ksenobiotikov v hrani so rastline in glive, ki imajo mnogo različnih kemičnih snovi, pri čemer so nekatere vključene v sintezo pigmentov, druge pa so pravzaprav toksini. Pri rastlinah so to npr. fitoaleksini, ki imajo sicer protimikrobno delovanje, še bolj znani ksenobiotiki pa so toksini gliv, ki so smrtno nevarni za sesalce oz. kakorkoli drugače škodljivi, kot so amanitin, giromitrin, orelanin, muskarin, ibotenska kislina, muscimol, psilocibin in koprin. Medtem ko si človek lahko izbira hrano, rastlinojedi (herbivori) nimajo te ugodnosti, zato je razstrupljanje ksenobiotikov kritična oz. nujna za preživetje.

## Ksenobiotiki v človeški fiziologiji
Med organizmi se encimski sistemi razstrupljanja razlikujejo po vsej verjetnosti zaradi različne sestave hrane. Sposobnost človeka za presnovo, torej za detoksifikacijo oz. razstrupljanje, vključuje enake encimske in prenašalne (transportne) sisteme kot v primeru normalne presnove sestavin hrane. 
Glavni viri ksenobiotikov so prehrambeni dodatki oz. aditivi, kozmetične snovi, agrokemikalije, polutanti, zdravila in droge ter predelana hrana. V splošnem so to lipofilne in s tem tudi hidrofobne snovi. V skladu s tem je cilj organizma presnoviti ksenobiotike na takšen način, da postanejo hidrofilni, s čimer jih lažje izloči iz telesa preko urina in/ali žolča. V glavnem zajema razstrupljanje dve fazi, in sicer v prvi fazi nastopajo izoencimi citokromi P450 (CYP), v drugi pa uridin difosfat-glukuronoziltransferaze (UGT) in drugi encimi, ki katalizirajo reakcije vezave sulfatnih, acilnih ali sladkornih skupin in s tem torej pretvorijo ksenobiotike v dobro topne snovi. Poseben primer predstavlja npr. fenitoin, pri katerem se dodatno zveča še molekulska masa, zaradi česar se učinkovitejše izloči preko žolča.